# Antôn Cả
Antôn Cả (k. 251 – 356 CN), cũng được gọi là Antôn miền Ai Cập, Antôn Ẩn sĩ, Antôn Sa mạc hay Antôn, Viện phụ, là một vị thánh Kitô giáo người Ai Cập. Ông là nhà lãnh đạo nổi bật trong số các giáo phụ sa mạc. Tiểu sử về thánh Antôn viết bởi thánh Athanasiô thành Alexandria đã giúp phổ biến khái niệm về đan tu, đặc biệt tại Tây Âu qua các bản dịch tiếng Latinh. Antôn thường bị nhầm là tu sĩ đầu tiên nhưng tiểu sử và các nguồn khác cho thấy rõ ràng rằng trước đó đã có nhiều tu sĩ khác. Tuy nhiên, Antôn là vị tu sĩ đầu tiên chuyển đến sống tại hoang mạc (khoảng 270-271). Sau này nhờ một giấc mơ, ông đã đến Thebes tìm gặp Phaolô Ẩn Tu, được coi là ẩn sĩ Kitô giáo đầu tiên. Các chuyện kể về việc Antôn chịu cám dỗ siêu nhiên trong suốt giai đoạn sống trong Sa mạc miền Đông Ai Cập đã tạo cảm hứng cho nhiều tác phẩm văn học và nghệ thuật phương Tây.